# Rio Pelotas
O rio Pelotas é um curso de água que faz a divisa natural entre os estados do Rio Grande do Sul e Santa Catarina. Ele é a divisa dos municípios de Capão Alto em Santa Catarina e Vacaria no Rio Grande do Sul.
Nasce no Parque Nacional de São Joaquim na Serra Geral, no município de Bom Jardim da Serra, próximo às nascentes do rio Laranjeiras e do rio Lava-Tudo e ao Morro da Igreja, a mais de mil metros de altitude, correndo para sul-sudoeste até fazer parte da divisa dos municípios de Bom Jardim da Serra e São Joaquim. Ao chegar à divisa do estado de Santa Catarina com o Rio Grande do Sul, depois de 130 km, passa a correr para o noroeste. Juntando-se com o rio Canoas, passa a formar o rio Uruguai.
O rio Pelotas dá origem à maior bacia hidrográfica do Rio Grande do Sul, a bacia hidrográfica do rio Uruguai. Nas margens do rio Pelotas está uma das áreas mais selvagens do sul do país. As matas ciliares do rio indicam os últimos remanescentes florestais da região nordeste do estado do Rio Grande do Sul. Mas um grande número de árvores foi devastado nas últimas décadas por grandes empresas madeireiras e pela construção da Usina Hidrelétrica de Barra Grande. Registra-se também que os campos às margens do rio sofrem até os dias atuais com ação sistemática de queimadas com vistas à renovação das gramíneas.
O rio atravessa diversos cânions com corredeiras e morros muito íngremes, alguns com altura de mais de 500 metros em relação ao nível do rio, gerando interesse do governo em utilizar o potencial hidrelétrico na região. A hidrelétrica de Barra Grande já foi construída e o governo tem projetos para mais duas UHEs na região, que se concretizados poderiam destruir uma das últimas áreas de floresta do sul do Brasil, assim como fazer submergir os cânions e corredeiras.